# Đoàn Trung Còn
Đoàn Trung Còn (1908–1988), pháp danh Hồng Tại, hay Tỳ kheo Thích Hồng Tại, là một cư sĩ Phật giáo và học giả Phật học nổi tiếng tại Việt Nam từ trước năm 1975. Ông được đánh giá là có công rất lớn cho sự nghiệp chấn hưng Phật giáo và phổ biến Phật học tại Việt Nam vào giai đoạn nửa đầu thế kỷ 20.

## Sự nghiệp cuộc đời
Ông sinh ngày 2 tháng 11 năm 1908, quê tại xã Thắng Nhì, thị xã Vũng Tàu, tỉnh Bà Rịa, nay thuộc phường Thắng Nhì, thành phố Vũng Tàu, tỉnh Bà Rịa – Vũng Tàu.
Lúc nhỏ ông theo học trường Pháp Việt tại Vũng Tàu, sau lên học ở Sài Gòn. Sau khi tốt nghiệp với bằng Thành chung (Diplomat), ông ra làm tư chức và lập nghiệp tại Sài Gòn.
Bản thân căn bản học vấn của trường Pháp Việt, do đó ông rất thông thạo tiếng Pháp. Bên cạnh đó, vốn xuất thân trong một gia đình có truyền thống Nho học và tín ngưỡng Phật giáo, ông còn chuyên tâm tự học chữ Hán, trở thành một người có căn bản Hán học. Ngoài ra, ông còn thường xuyên tiếp xúc với các sư sãi người Khmer và Phật giáo Nam Tông, có điều kiện nghiên cứu và học tập từ các kinh sách Phật giáo chép bằng chữ Bắc Phạn (Sanscrit) hoặc chữ Nam Phạn (Pàli). Chính nhờ đó mà ông có một căn bản khá vững chắc về Hán học và Phạn học, đủ giúp ông đi sâu vào nghiên cứu kinh điển nhà Phật, dành cả đời chuyên tâm nghiên cứu, dịch kinh sách Phật giáo.
Ông bắt đầu viết và xuất bản các tác phẩm về Phật giáo vào năm 1929, với tác phẩm đầu tiên là Truyện Phật Thích Ca do nhà Agence Saigonnaise de Publicité ấn hành. Sau đó, ông lần lượt cho xuất bản các sách Du lịch xứ Phật, Đạo lý nhà Phật, Chuyện Phật đời xưa, Văn Minh Nhà Phật Qua Tàu (Truyện ngài Huyền Trang đi thỉnh kinh), Triết Lý Nhà Phật, Lịch sử nhà Phật v.v... 
Năm 1932, ông sáng lập Phật học Tòng Thơ để xuất bản các sách ông biên khảo về Phật giáo và các bộ kinh căn bản do ông phiên âm và dịch nghĩa. Song song đó, ông sáng lập thêm Trí Đức Tùng Thư để xuất bản các bộ sách quan trọng của Nho giáo do ông phiên âm và dịch nghĩa, với mục đích là duy trì nền đạo học chân chính, hầu giúp cho lớp hậu tiến biết cách tu thân, tề gia và trị quốc. Mục đích tôn chỉ của hai tùng thư này đã được ông minh thị trong lời bố cáo như sau:
"Những kinh sách của bổn quán xuất bản, hoặc in có chữ Hán, hoặc in toàn chữ Việt, đều được nghiên cứu và nhuận sắc rất kỹ lưỡng, vì mục đích của bổn quán là muốn truyền bá Phật pháp, cho nên chẳng ngại công cán và thì giờ. 
"Vậy mong rằng kinh sách ấy sẽ bổ ích cho độc giả thiện tâm trên đường tu học. 
"Vì sau này giấy đắt công cao, vậy bổn quán yêu cầu những vị đã thỉnh kinh sách, khi coi rồi thì nên cho bà con quen biết mượn coi, đó là quý vị phụ lực với bổn quán mà truyền bá đạo lý vậy. 
"Và bổn quán cũng yêu cầu những vị "hằng tâm hằng sản" nên thỉnh kinh sách Phật mà ấn tống, thì phước đức vô lượng. Những nhà từ tâm bố thí có lẽ cũng dư biết rằng, trong các việc bố thí, chỉ có việc thí Pháp là có công đức hơn hết".
Những năm sau đó, ông cho xuất bản tiếp các sách như: Truyện Phật Thích ca (1932) Tăng đồ Nhà Phật (1934), Các Tông Phái Đạo Phật ở Viễn Đông (1935). Ngoài ra, ông còn xuất bản một số kinh sách do các tăng sĩ, cư sĩ khác biên soạn dưới danh nghĩa Phật học Thơ Xã.
Sau ông dùng nhà riêng tọa lạc tại 143 đường Đề Thám (Dixmude cũ), Quận Nhứt, Sàigòn làm nhà Xuất bản Phật học Tòng Thơ để xuất bản những Kinh, sách Phật giáo do ông soạn, dịch. Ông cũng xuất bản những sách Khổng giáo hay Hán văn dưới tên nhà xuất bản Trí Đức Tòng Thơ.
Năm 1955, ông hợp tác cùng với một số tăng sĩ và thân hữu thành lập Hội Phật giáo Tịnh độ tông Việt Nam, đặt trụ sở tại chùa Giác Hải, Phú Lâm Chợ Lớn. Ông được bầu giữ chức Trị sự trưởng Ban chấp sự Trung ương. Năm 1959, ông xây cất chùa Liên Tông tại số 145 Đề Thám, Giáo hội Tịnh Độ Tông dời trụ sở về đây hoạt động.
Đầu thập niên 1970, ông xuất gia, thọ giới trở thành tu sĩ Thích Hồng Tại. Mặc dù trải qua nhiều biến động, ông vẫn tiếp tục nghiên cứu, biên soạn và sáng tác cho đến khi qua đời vào ngày 15 tháng 3 năm 1988, hưởng thọ 80 tuổi với trên 50 năm cống hiến cho sự nghiệp nghiên cứu và truyền bá Phật giáo. Giáo hội Tịnh Độ Tông Việt Nam tổ chức tang lễ của ông tại chùa Liên Tông sau đó di quan đến nơi hỏa táng ở đồi khuynh diệp của Bác sĩ Tín ở Xa lộ Biên Hòa. 

## Tác phẩm
Các tác phẩm Phật học của ông được biên soạn, dịch thuật thường căn cứ trên những thư tịch Phật giáo Tây phương. Sách của ông được lưu hành rộng khắp cả ba miền đất nước và có số lượng khá cao so với các tác giả, dịch giả khác.
Công trình lớn nhất của ông là bộ Phật học từ điển (3 quyển, khổ 24 x 15 cm, 2415 trang). Tính đến thời điểm ra đời của công trình thì đây là bộ từ điển Phật học đồ sộ và giá trị nhất. Hiện nay thư tịch Phật học Việt Nam cũng chưa có bộ từ điển nào có số mục từ đồ sộ và giải thích rõ các thuật ngữ chuyên môn Phật học như bộ sách của ông. Đây là lần đầu tiên Từ điển Phật học này sắp xếp các mục từ theo mẫu tự La tinh và mỗi mục từ được chua thêm các thứ tiếng Pháp, Hán, Tạng, Pali, Sancrit rất rõ, giúp độc giả có điều kiện tham khảo từ các sách viết bằng các ngoại ngữ trên.
Những sách Khổng giáo, Hán văn do ông soạn dịch xuất bản trong Trí Đức Tòng Thơ
1. Truyện đức Khổng tử
2. Nhị thập tứ hiếu (Hán Việt)
3. Hiếu Kinh (Hán Việt).
4. Tam tự Kinh (Hán Việt).
5. Tứ thơ: Đại học, Trung dung, Luận ngữ, Mạnh tử (Hán Việt).
6. Tam thiên tự (3 cuốn: 1 cuốn in theo xưa Hán Việt, 1 cuốn in theo Tiểu tự điển Hán Việt Pháp, 1 cuốn in theo Tiểu tự điển Pháp Hán Việt)
7. Minh Đạo Gia Huấn (Hán Việt)
8. Ngũ thiên tự: 2 quyển: 1 quyển theo xưa, 1 quyển theo lối tự điển Hán, Việt, Pháp
9. Học Chữ Hán một mình.

Những kinh, sách do tự ông hay cộng tác với người khác soạn dịch, nhà xuất bản Phật học Tòng Thơ
1. Truyện Phật Thích Ca
2. Du lịch xứ Phật
3. Đạo lý nhà Phật
4. Chuyện Phật đời xưa
5. Văn minh nhà Phật.
6. Triết lý nhà Phật.
7. Lịch sử nhà Phật.
8. Pháp giáo nhà Phật
9. Tăng đồ nhà Phật (1934)
10. Các tông phái đạo Phật.
11. Diệu pháp liên hoa kinh (1936).(In lần thứ ba 1969)
12. Một trăm bài kinh Phật.
13. Na Tiên Tỳ kheo kinh.
14. Mấy thầy tu huyền bí.
15. Tam bảo văn chương.
16. Pháp Bảo đàn kinh, cùng dịch với Huyền Mặc Đạo Nhơn (1947)
17. Vô Lượng Thọ kinh. Hán Việt.
18. Quán Vô Lượng Thọ kinh. Hán Việt (1947)
19. Địa Tạng kinh. Hán Việt.
20. Di Lặc kinh. Hán Việt. (in lần thứ hai, 1949)
21. Bồ Tát Giới kinh. Hán Việt (1953)
22. Qui nguyên trực chỉ.
23. Phật học từ điển. Việt, Hán, Pháp, Phạn (1963)
24. Yếng sáng Á châu
25. Kim cang kinh. Hán Việt
26. Chư Kinh tập yếu (A Di Đà Kinh, Phổ môn, Tứ thập nhị chương kinh, Phật Di giáo kinh, Vô lượng nghĩa Kinh). Hán Việt
27. Duy Ma Cật Sở Thuyết Kinh Hán Việt (1971)
28. Đại Bát Niết Bàn Kinh Hán Việt.

## Vinh danh
Sau khi ông qua đời năm 1988, hệ phái Tịnh Độ Non Bồng (núi Dinh - Bà Rịa) tôn vinh ông lên ngôi vị Hòa thượng.

## Gia đình
Ông lập gia đình với bà Lê Thị Tàu, quê ở An Giang, sinh được 2 người con, một trai, một gái. Bà mất năm 1985.